# Roszczenie regresowe
Roszczenie regresowe, roszczenie zwrotne, regres – roszczenie, które wynika z faktu spełnienia świadczenia przez jedną z osób współodpowiedzialnych za dług lub z faktu przyjęcia świadczenia przez jednego ze współuprawnionych i mające za przedmiot dokonanie podziału ciężaru długu lub korzyści wynikających ze spełnienia świadczenia.
Rodzajem regresu jest regres ubezpieczeniowy.